# Jurij Chanon
Jurij Chanon, (in russo: Юрий Ханон), nome d’arte; fino al 1993, Jurij Chanin; vero nome, Jurij Feliksovič Solov'ëv-Savoiarov, meglio noto come Jurij Chanon, (e traslitterato talvolta anche come Jurij Khanon, Yuri Khanon, Juri Chanon, Iouri Hanon, o Youri Khanone) (Leningrado, 16 giugno 1965), è un compositore, scrittore e pianista russo, primo premio Oscar Europeo (Feliks) 1988 e premio russo Nika 1989.
Raggiunta la notorietà tra il 1988 e il 1992, sia in ambiente cinematografico che alla televisione, nonché grazie ad una serie di concerti in Russia, dal 1993 si è ritirato a vita privata.

## Biografia
Nel 1988, nonostante l'opposizione degli insegnanti, contrari alle innovazioni, Jurij Chanon ha portato a termine gli studi al conservatorio di Leningrado, specializzandosi in composizione e teoria della musica. Jurij Chanon considera suoi precursori e maestri due particolari compositori e ideologi della musica: Aleksandr Skrjabin ed Erik Satie.
Jurij Chanon non è soltanto un compositore, ma anche uno scrittore, un pittore, un filosofo, un pianista da studio e un botanico-selezionatore. — Suo nonno era l'artista e compositore Michail Savojarov (cognome di parolo Savoia), «Re dell'eccentrismo» e celebre nella Pietrogrado prerivoluzionaria (1912–1918).
Chanon è divenuto famoso tra il 1988 e il 1991 scrivendo la colonna musicale di tre film, dando concerti, facendo spesso apparizione in televisione e nella stampa con articoli e interviste. Non di rado le sue performance hanno suscitato scandalo. Ampia risonanza hanno avuto i concerti Musica per cani (Mosca, dicembre 1988) e “Embrioni disseccati” (Chanon-Satie, Leningrado, maggio 1991).
Nel 1992 la casa discografica inglese “Olympia” ha inciso un CD contenente tre opere sinfoniche di Chanon: “Cinque minuscoli orgasmi”, “Un certo concerto” per pianoforte e orchestra e “Sinfonia Media”.
La musica di questo disco risuona spesso (all'insaputa dell'autore) in allestimenti teatrali, come anche nelle colonne sonore di film e programmi televisivi. Questo è l'unico disco immesso dall'autore nel mercato. I successivi master-dischi (oltre una decina) incisi da Jurij Chanon non sono stati riprodotti.  Dopo il 1992 Jurij Chanon non è più apparso in pubblico, evitando sia interviste che concerti e riprese cinematografiche, e interrompendo la pubblicazione della sua musica. Egli si è immerso completamente nel lavoro “in compagnia di sé stesso”. Tra i compositori, Jurij Chanon si distingue per la sua posizione fortemente indipendente e il metodo creativo ermetico. Non ha mai fatto parte di alcuna associazione professionale.
(V. Tichonov, L'impero della maschera bianca (casa ed. “Khangjore Sinmun”, Seul, 2003).)
Tra gli allestimenti teatrali, il più noto è il balletto in un solo atto “Duetto medio”, composto sulla musica di Chanon (il primo tempo della “Sinfonia Media”) e rappresentato al Teatro Mariinskij (1988, premio “La maschera d’oro” 2000), quindi al Teatro Bol'šoj  e al Teatro New York City Ballet (2006). Come brano da concerto il “Duetto medio” viene eseguito in tutto il mondo da quasi tutti i solisti dei principali corpi di ballo russi. Nel corso degli ultimi dieci anni questa musica è stata usata senza previ accordi contrattuali con l'autore.
Sin dall'inizio della sua “carriera” artistica, Jurij Chanon ha insistito per non definirsi “compositore”, “scrittore” o “pittore”. La forma preferita di creazione rappresenta per lui il minore degli impegni. Secondo Chanon, di compositori e pittori su questa terra ce n'è più che a sufficienza. “È impossibile uscire di giorno in strada senza scontrarsi con il corpo di un ennesimo compositore o scrittore”,– ha scritto in un articolo del 1993. Egli ha sempre ritenuto che il suo scopo principale non fosse l'arte in sé, bensì il sistema di idée incarnato per mezzo dell'arte.
(Viktor Ekimovskij, Automonografia)

## Opere

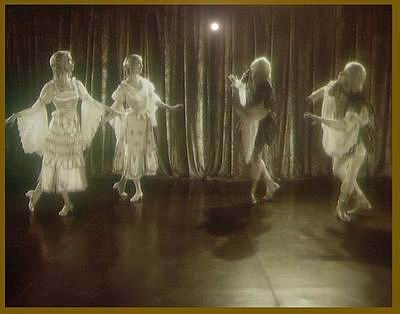
Menuetto dal opera-intermezzo
“L'osso di zigrino”

### Balletti
- “Un passo avanti – due indietro” (oc.24, 1986, da un articolo di V.I.Lenin).
- “L'osso di zigrino” (“Os de Chagrin”, «Шагреневая Кость», oc.37, 1989, dal romanzo di Honoré de Balzac “La pelle di zigrino”).
- “Lo spezzanoci” («Трескунчик», oc.43, 1990, dal balletto di Pëtr Čajkovskij “Lo schiaccianoci”),[4]
- “Zijel” («Зижель», oc.55, 1993, dal balletto di Charles Adam “Giselle”).

### Opera lirica
- “L'osso di zigrino” (oc.38, 1990, opera-intermezzo dal balletto omonimo),[17]
- “Vita scialba” («Тусклая жизнь», oc.54, 1993, opera scialba, libretto di Jurij Chanon)
- “Norma” (oc.59, 1995, opera omonima, dal opera “Norma” di Vincenzo Bellini)
- “La forza del destino” (oc.65, 1997, opera incognita, dal opera La forza del destino di Giuseppe Verdi)[4]
- “Cosa ha detto Zarathustra” («Что сказал Заратустра», oc.68, 1998, operetta sacra tratta dal libro Così parlò Zarathustra di Friedrich Nietzsche).

### Musica per orchestra
- Sinfonia dei Cani (oc.35, 1989).
- Sinfonia Media (oc.40, 1990).
- Tre Sinfonie Estreme (oc.60, 1996).

- Sinfonia Esilarante (oc.70, 1999).

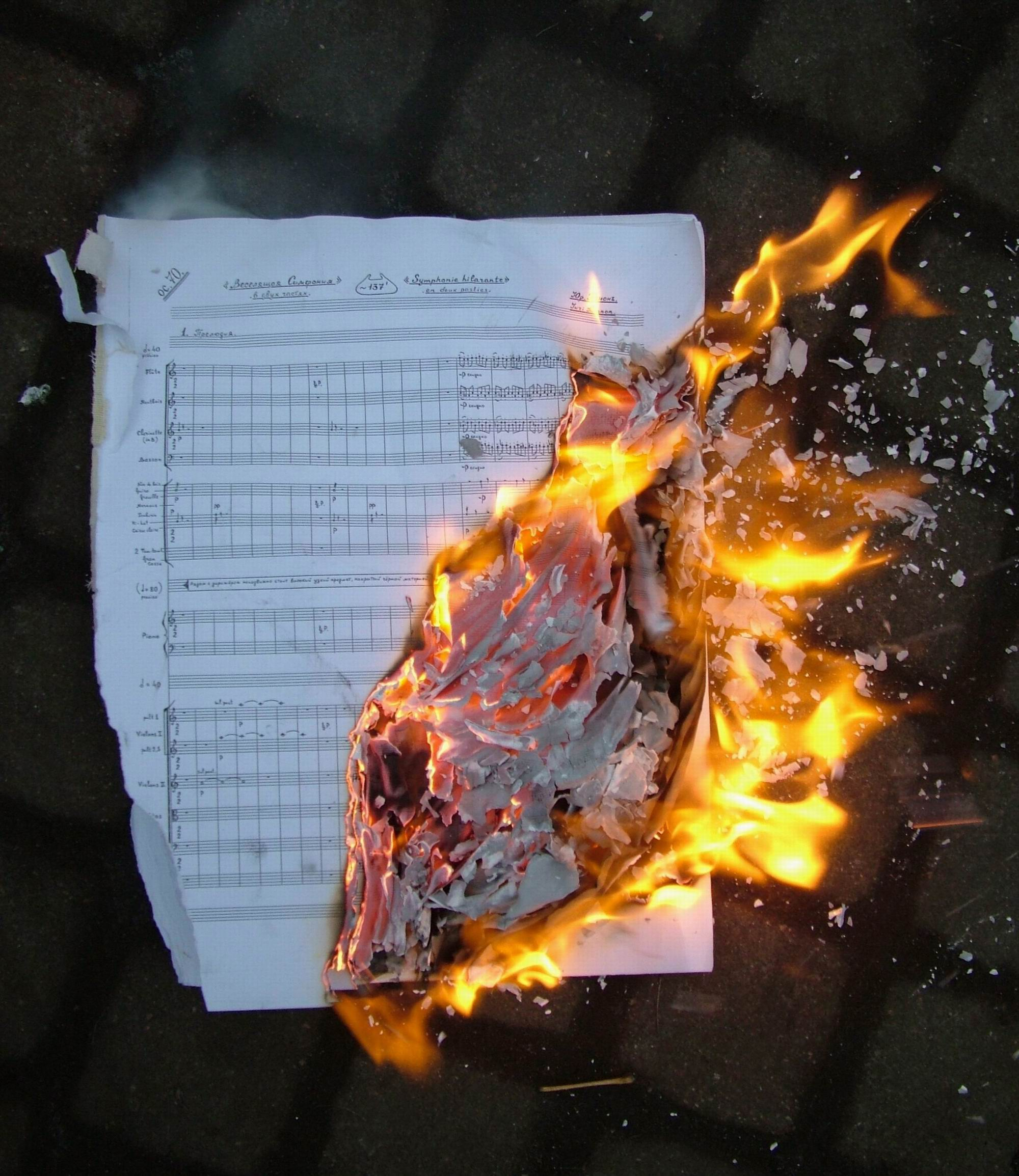
« Sinfonia Esilarante »
(novembre 2017, prima e ultima rappresentazione)

- L’affresco orchestrale di 5 ore “Sfogliando la gente” («Перелистывая людей», oc.50, 1992).[4]

### Opere pseudo-religiose
- Missa sterilis per cinque persone, (oc.61, 1996),
- Requiem interiore (“Requiem internam” degli Albigesi, oc.71, 1999),
- Agonia Dei (il Mistero, oc.72, 2000).

### Opusi per pianoforte
- Il clavier medio temperato (ос.39, 1990),
- Pezzi soddisfacenti per pianoforte acustico (ос.56, 1994, «Piezas Saties-faisantes»),
- 24 esercizi a causa della debolezza (ос.62, 1996, per coloro che desiderano andare più a fondo),
- 50 studi per pianoforte caduto (ос.64, 1997, per un pianoforte caduto),
- Preludi ossificati per pianoforte (ос.67, 1998, quattro ore per il pianoforte) ...  e molte altre opere sinfoniche, da camera e pianistiche.[4]

(Ljudmila Kovnackaja, Grove Dictionary of Music and Musicians)
Dal 2006, Jurij Chanon passa a uno speciale «metodo inverso» di creatività, quando "un punto viene scritto in avanti e l'altro è simultaneamente riportato alla sua completa distruzione". Questa è la sua risposta ermetica: Questo mondo è un criminale, non merita altro che cenere